# 이상용 (1994년)
이상용(1994년 3월 19일 ~ )은 대한민국의 축구 선수이며, 포지션은 센터백과 왼쪽 풀백을 소화한다. 현재 거제시민축구단 소속이다.

## 축구인 경력

### 선수 경력
전주대학교 축구부를 거쳐, 2016년 K리그 챌린지 FC 안양에 자유계약으로 입단하였다.
2017년 3월 29일 FA컵 64강 호남대학교와의 경기에서 데뷔전을 치렀으며, 그 경기에서 득점을 하여 팀을 32강으로 견인하여 팀의 원수인 FC 서울과의 맞대결을 성사시켰다. 2017시즌 중반기 팀의 주전 왼쪽 풀백인 구대영이 입대한 후, 꾸준히 왼쪽 풀백으로 출전하였다. 2017년 7월 17일, 부천 FC 1995와의 경기에서 리그 데뷔골을 기록하였다.